# Kathedraal van Exeter
De Kathedraal van Exeter (Engels:Cathedral Church of Saint Peter at Exeter of Exeter Cathedral) is een anglicaanse kathedraal en de zetel van de bisschop van Exeter. Het uit de middeleeuwen stammende godshuis staat in Exeter, Devon. De kathedraal heeft dagelijkse vieringen en  is toegankelijk voor bezoekers.

## Geschiedenis
De bouw van de oorspronkelijke romaanse kathedraal - toegewijd aan de apostel Petrus - startte in 1050, toen de zetel verhuisde van Crediton naar Devon en Cornwall, uit angst voor plunderingen. De officiële oprichting van de kathedraal was in 1133, hoewel de voltooiing van de bouw nog jaren zou duren. Een herbouw van de kerk liet echter niet lang op zich wachten. De kathedraal werd vernieuwd in een gotische stijl, waarbij enkele elementen van de oorspronkelijke bouw bewaard bleven. De gotische herbouw was af in 1400.
Net als vele andere Engelse kathedralen, leed de kathedraal van Exeter onder de ontbinding van de kloosters: de periode waarin Hendrik VIII van Engeland de kloosters ontbond in Engeland, Wales en Ierland. Ook leed de kathedraal onder de Engelse Burgeroorlog, toen de kloostergangen werden vernietigd. De kathedraal werd gerestaureerd op bevel van Karel II van Engeland. Een groot pijporgel werd in de kathedraal gebouwd. Tijdens het victoriaans tijdperk werd de kathedraal onder leiding van de Engelse architect George Gilbert Scott gerestaureerd.
De bombardementen tijdens de Tweede Wereldoorlog richtten aanzienlijke schade aan, waarbij het gebrandschilderd glas verloren ging.

## Galerij

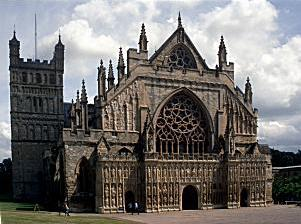
Westgevel van de kathedraal
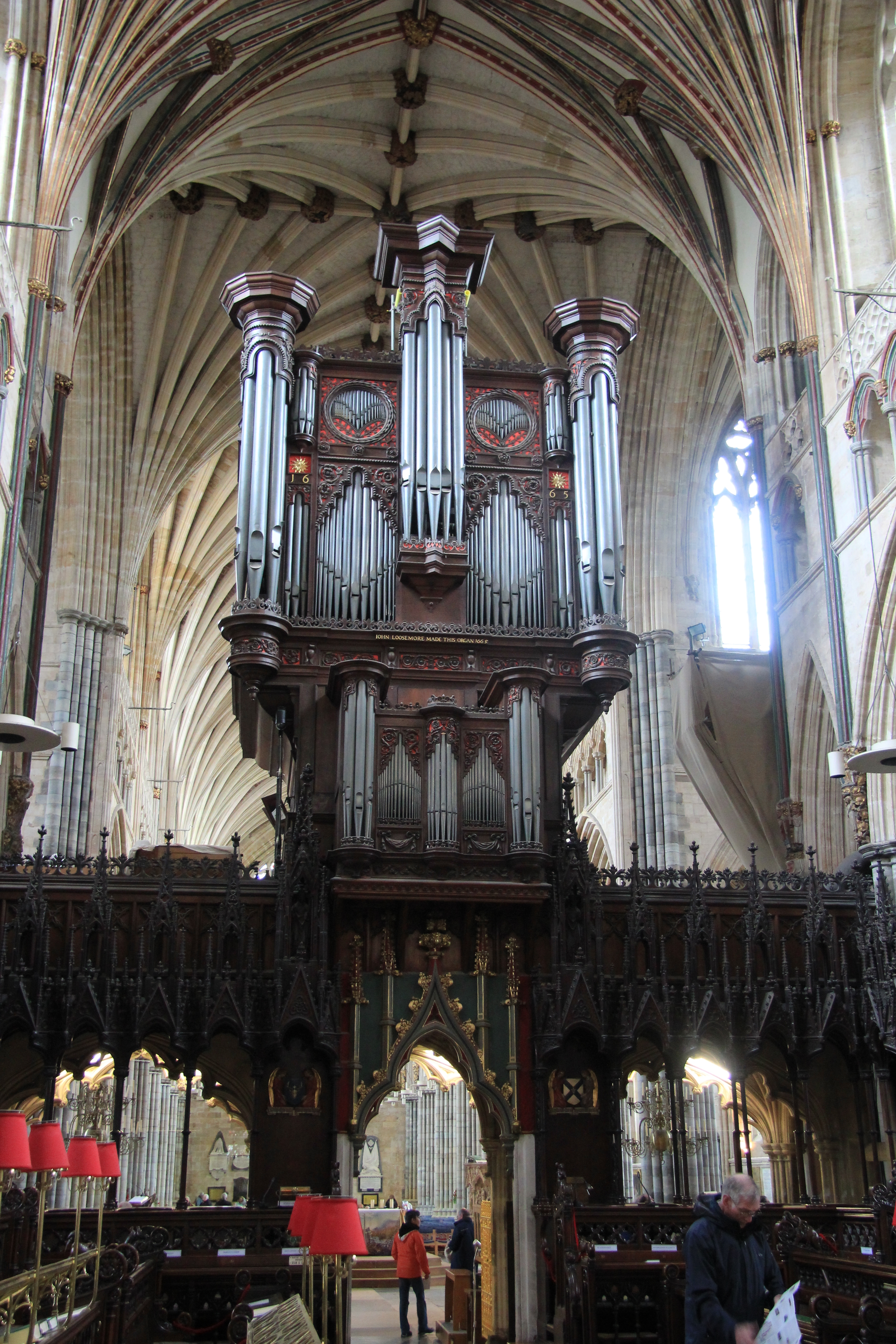
Orgel uit de 17e eeuw, uitgebreid in 1891
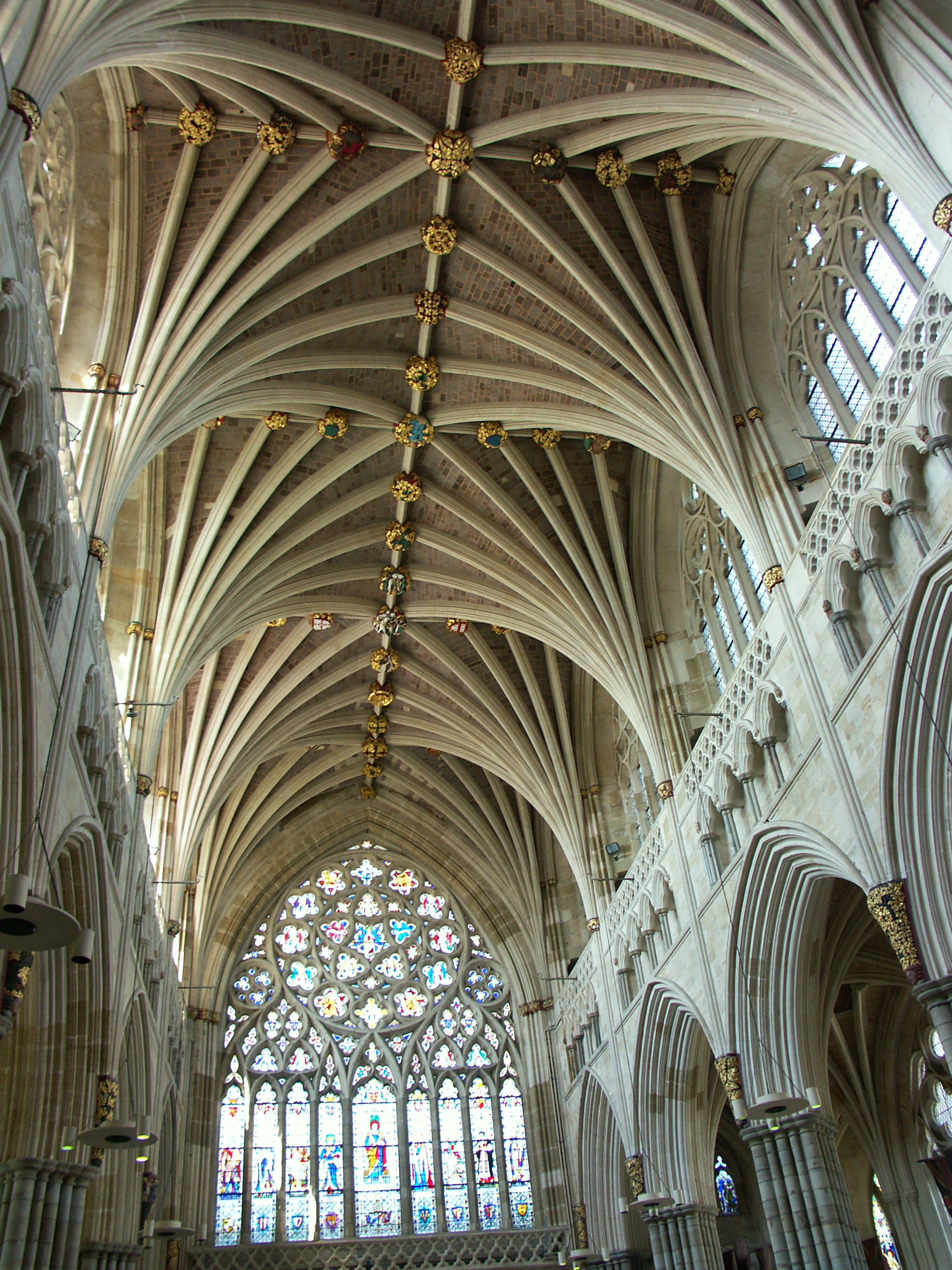
Gewelf van het schip
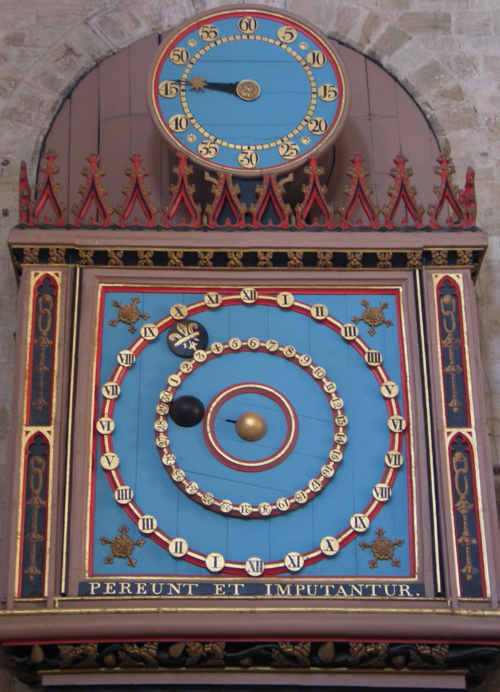
Astronomische klok van de kathedraal
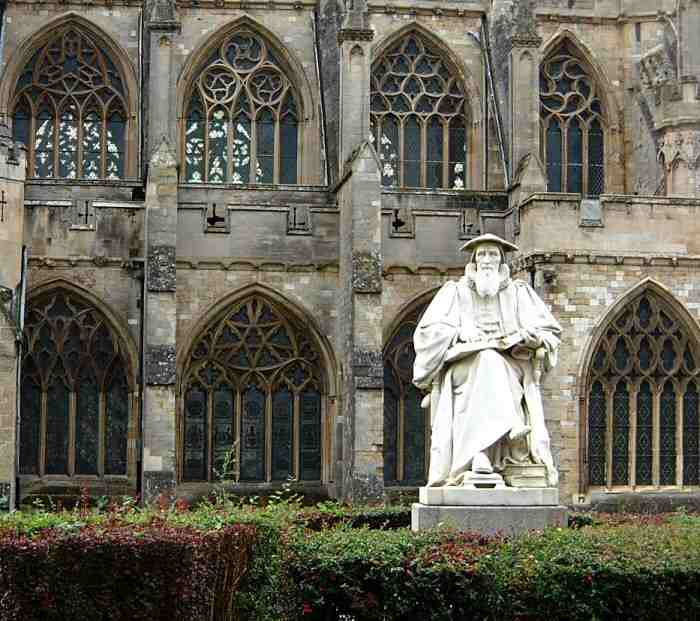
Standbeeld bij de kathedraal
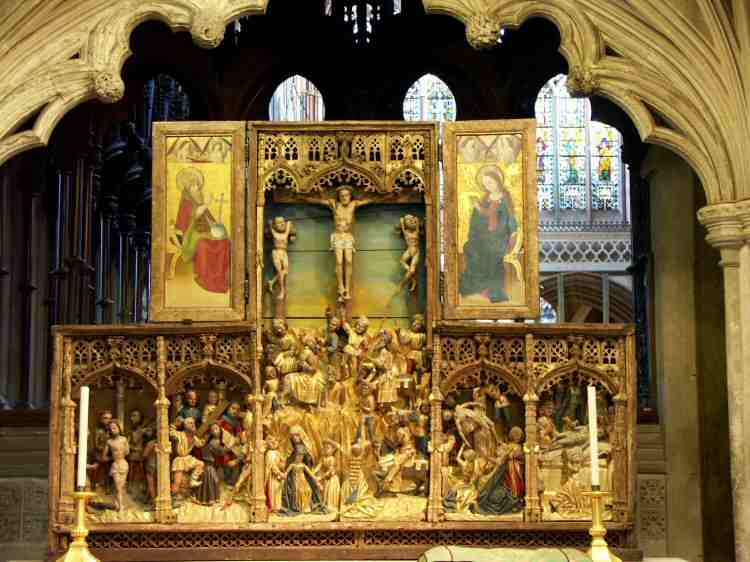
Een altaar van de kathedraal